# Celestino Arena
Celestino Arena (Pizzoni, 7 novembre 1890 – Roma, 18 febbraio 1967) è stato un economista italiano.

## Biografia
Laureato in giurisprudenza a Napoli, dopo aver lavorato presso il Ministero delle poste e dei telegrafi e il Ministero degli affari esteri, insegnò materie giuridico-economiche nelle università di Pisa (1931-1938), Napoli (1939-1942) e Roma (1943-1967). 
Il 15 ottobre 1915 fu iniziato in Massoneria nella Loggia Bruzia - Piero De Roberto di Cosenza, appartenente al Grande Oriente d'Italia,  divenne Maestro il 19 febbraio 1918.
Fu autore, tra le altre, delle opere Corso di scienza delle finanze, prima edizione del 1939 e più volte ristampata e Teoria generale della finanza pubblica del 1945. Insieme con Gustavo Del Vecchio diresse il Trattato italiano di economia, edito in venti volumi dalla Unione Tipografico-Editrice Torinese a partire dal 1961, al quale collaborarono importanti economisti e statistici italiani e di cui scrisse il volume XIV Finanza pubblica. Tradusse, inoltre, Les systèmes socialistes di Vilfredo Pareto (I sistemi socialisti, Torino, Utet, 1951, riedito nel 1954).
Nelle elezioni politiche del 1953, si candidò, senza essere eletto, nelle liste della Democrazia Cristiana in Calabria.

## Pubblicazioni
- Italiani per il mondo : politica nazionale dell'emigrazione, Milano, Alpes, 1927.
- L' espansione economica in regime corporativo, Roma, Edizioni de il diritto del lavoro, 1929.
- Corso di lezioni di economia del lavoro, 2 voll., R. Universita di Pisa, Scuola di perfezionamento di studi corporativi, Padova, Cedam, 1933-1934.
- Corso di scienza delle finanze e diritto finanziario, R. Università di Napoli, Facoltà di Giurisprudenza, Napoli, Eugenio Jovene, 1939.
- Teoria generale della finanza pubblica, Napoli, Eugenio Jovene, 1945.
- La ricostruzione finanziaria, Milano, Ist. ed. Galileo, 1947.
- Nozioni di economia e scienza delle finanze, Roma, Ed. La Scienza, 1947.
- Principi di economia politica e nozioni di statistica ad uso delle scuole medie superiori, Torino, G. B. Paravia, 1948.
- Teoria e politica dello sviluppo economico, Arena e altri, Milano, A. Giuffrè, 1954.
- Finanza pubblica, vol. XIV di Trattato italiano di economia fondato e diretto da Gustavo Del Vecchio e Celestino Arena, Torino, Utet, 1963.
- Le leggi fiscali annotate con la dottrina, la giurisprudenza e le normali ministeriali, con Ettore Scandale, Roma, Jandi Sapi, 1968.